# Hochspannungskabel

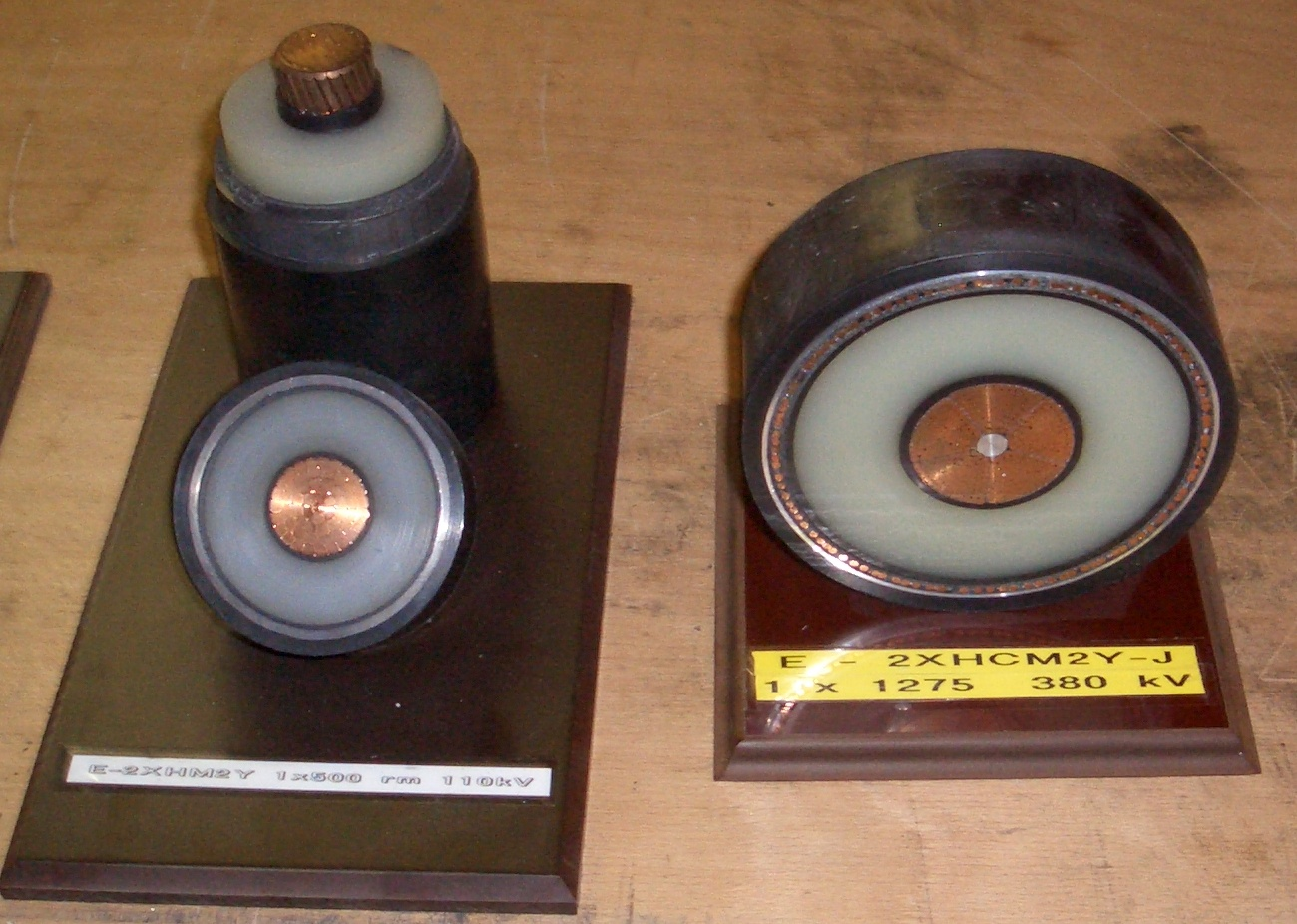
Hochspannungskabel für 110 kV (links) und für 400 kV (rechts)

Ein Hochspannungskabel ist ein elektrisches Kabel, das für den Betrieb mit Hochspannung (das sind elektrische Spannungen über 1 kV) ausgelegt ist. Dieser Kabeltyp wird u. a. in Stromnetzen zur elektrischen Energieversorgung verwendet zur Übertragung großer Leistungen (bis über 1 GW und Spannung bis zur Größenordnung von 500 kV), und zwar als Alternative zu Freileitungen und gasisolierten Rohrleitern. Weitere Anwendungen liegen im Bereich von Hochspannungs-Gleichstrom-Übertragungen (HGÜ) und Seekabeln.
Hochspannungskabel haben wie andere Kabel eine isolierende Ummantelung um den spannungsführenden elektrischen Leiter; bei Hochspannungskabeln ist pro Kabel im Regelfall nur ein Leiter vorhanden. Für den in elektrischen Energienetzen üblichen Dreiphasenwechselstrom sind drei einzelne, parallel verlegte Hochspannungskabel nötig. Wegen der höheren Spannungen ist das Isolationsmaterial dicker ausgeführt, um den hohen elektrischen Feldstärken zu widerstehen; es umfasst außerdem eine äußere Abschirmung, die den Verlauf der elektrischen Feldstärke im Isolationsmaterial festlegt.

## Aufbau

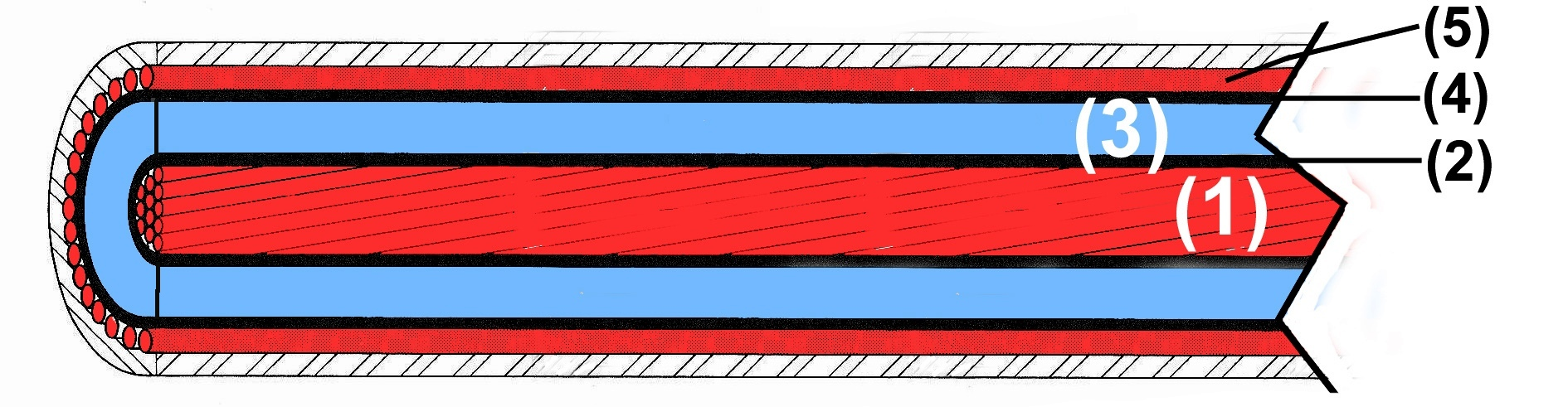
Schnittdarstellung

Hochspannungskabel, insbesondere Kabel für Betriebsspannungen über 100 kV, sind im Querschnitt axialsymmetrisch aufgebaut mit einem zylindersymmetrischen elektrischen Feldverlauf und bestehen im Inneren nur aus einem elektrischen Leiter.
Hochspannungskabel sind aus mehreren Schichten aufgebaut, wie in nebenstehender Schnittdarstellung abgebildet:
1. Im Zentrum befindet sich der eigentliche Leiter, der aus Kupfer oder Aluminium besteht und einen Querschnitt bis zu 3500 mm² aufweisen kann.
2. Daran schließt sich eine elektrisch schwach leitfähige Schicht an,
3. gefolgt vom eigentlichen Isolationsmaterial.
4. Dann kommt eine weitere schwach leitfähige Schicht,
5. gefolgt von der äußeren elektrischen Schirmung und
6. der Außenisolierung (im Bild mit Schraffur statt Ziffer), die vor Umwelteinflüssen, Feuchtigkeit und mechanischen Schäden schützt.[1]

Die schwach leitfähigen Schichten auf beiden Seiten des Isolationsmaterials dienen zur Feldsteuerung. Sie gewährleisten eine gleichmäßige und glatte Oberfläche zwischen dem elektrischen Leiter und dem Isolationsmaterial. Ohne diese schwach leitende Schicht käme es im Grenzbereich durch Unebenheiten zu lokalen Feldstärkeüberhöhungen, die Teilentladungen begünstigen und so Auslöser von Spannungsdurchschlägen und infolgedessen Ursache thermischer Zerstörung des Kabels sein können. Weiter dienen sie dazu, Lufteinschlüsse zu vermeiden.

## Isolationsmaterialien

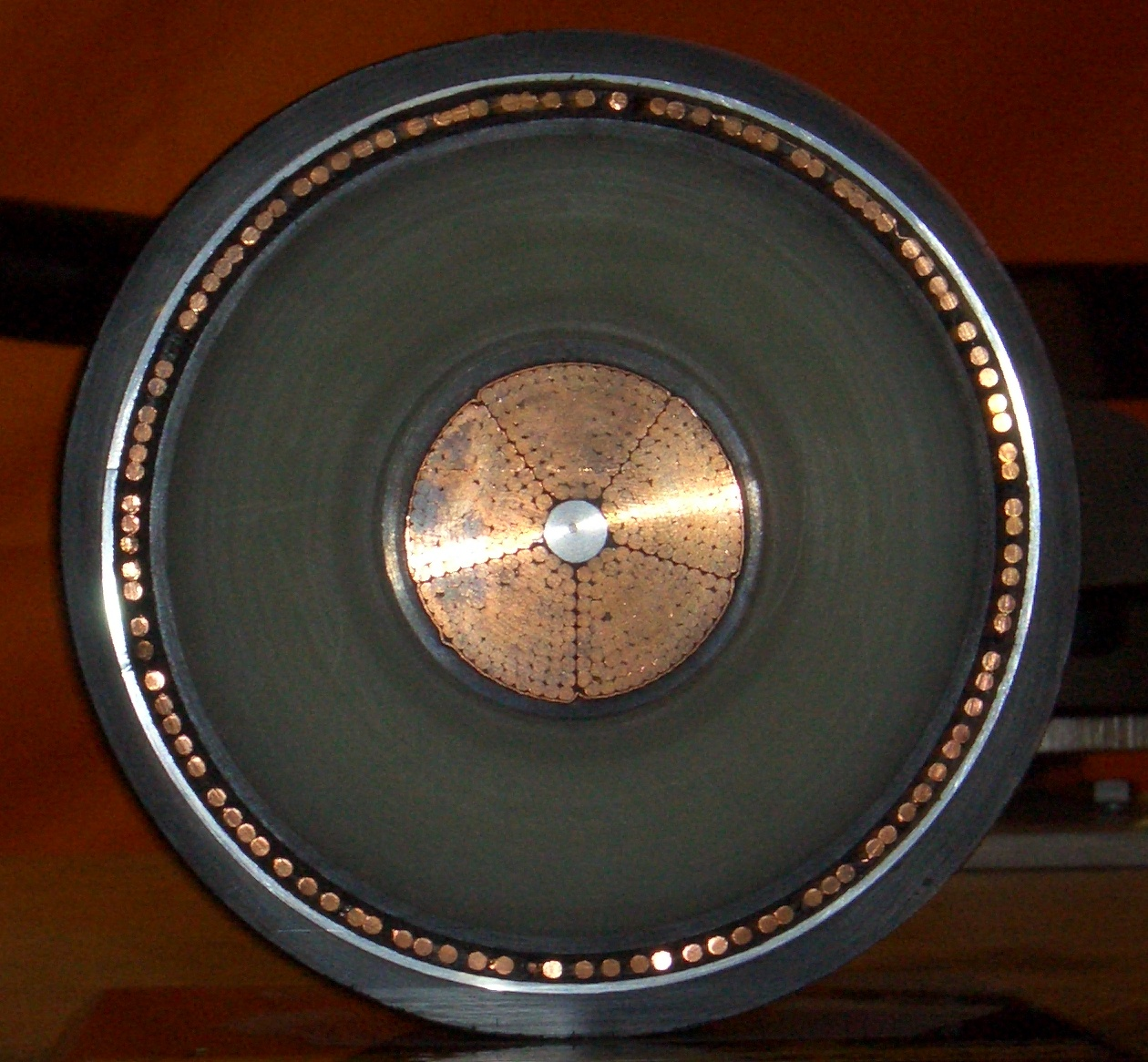
Querschnitt durch ein 400 kV-Erdkabel (XLPE)

Je nach verwendetem Isolationsmaterial werden Hochspannungskabel in verschiedene Typen eingeteilt:

### Massekabel
Massekabel stellen die älteste Bauform von Hochspannungskabeln dar, die teilweise noch im Bereich von Mittelspannungsnetzen eingesetzt wird. Die Isolation besteht aus ölgetränkten Kabelpapierbändern, die wendelförmig und in Schichten gegeneinander versetzt um den Leiter gewickelt werden. Die Lücken zwischen den Papierkanten erlauben einen gewissen Biegeradius. Das Papier wird mit verschiedenen Harzen und Mineralöl imprägniert und bildet so einen schlüssigen und zähen Verbund, der als Masse bezeichnet wird und Namensgeber ist.
Eine technologische Verbesserung stellt das Höchstädter-Kabel (H-Kabel) dar, das zur elektrischen Feldsteuerung im Isolator eine außen pro Leiter aufgebrachte Metallisierungsschicht nutzt.
Durch Temperaturwechsel kann es bei Massekabeln zu unerwünschten Hohlraumbildungen und infolgedessen zu Teilentladungen kommen. Deshalb werden diese Kabeltypen meist nur im unteren Hochspannungsbereich angewendet, beispielsweise bei Mittelspannung.

### Ölkabel
Die Isolation von Ölkabeln ist ähnlich wie die der Massekabel aus ölgetränkten Papierschichten aufgebaut; das Papier wird aber nur mit dünnflüssigem Mineralöl imprägniert. Im Betrieb wird durch eine externe Öldruckregelanlage laufend Öl in die Kabelisolierung gepresst. Es wird zwischen Niederdruck- und Hochdruck-Ölkabeln unterschieden. Durch die im Betrieb sichergestellte Ölisolierung können sich auch bei Temperaturschwankungen keine Hohlräume bilden, daher können Ölkabel bis in den Höchstspannungsbereich von rund 500 kV eingesetzt werden.
Nachteilig ist die aufwändige Öldrucksteuerung und die bauliche Sicherstellung, damit bei Lecks kein Öl in das Grundwasser gelangen kann.

### Kunststoff
Die letzte Entwicklung stellen Hochspannungskabel mit Kunststoffisolierung dar. Bereits 1971 wurde die Isolierung von Hochspannungskabeln mit Faserpapier aus dem bis 175 °C beständigen Poly(2,6-diphenyl-p-phenylenoxid) vorgeschlagen.
Durchsetzen konnte sich aber nur die Isolierung aus vernetztem Polyethylen (abgekürzt VPE, XLPE, PE-X oder XPE), das bis ca. 120 °C temperaturbeständig ist. Es unterscheidet sich von normalem Polyethylen durch eine chemische Zusammensetzung oder Strahlenbehandlung, die zusätzliche innere Bindungen aufbaut. Es wird in homogenen Strukturen unter Reinraumbedingungen auf den Innenleiter aufgebracht. Das VPE muss sehr gleichmäßig (homogen) in der Struktur aufgebracht sein und darf keine Lufteinschlüsse, Fremdkörper oder Verschmutzungen aufweisen; Einschlüsse im Isolationskörper würden zu ungleichem Feldstärkeverlauf führen, mit der Folge eines Spannungsdurchschlags. Entsprechend gestaltete VPE-Kabel sind bis in den Höchstspannungsbereich von 500 kV einsetzbar.
Polyvinylchlorid (PVC) wird außer bei Niederspannung auch teilweise im unteren Mittelspannungsbereich eingesetzt. Der Nachteil von PVC als Isolator sind die hohen dielektrischen Verluste, damit verbunden eine geringe thermische Stabilität des Kabels.
Weitere Kunststoffe zur Isolation von Hochspannungskabeln sind u. a. vernetztes Ethylen-Propylen-Polymer (EPR) sowie Silikonkautschuk.

## Kabelenden

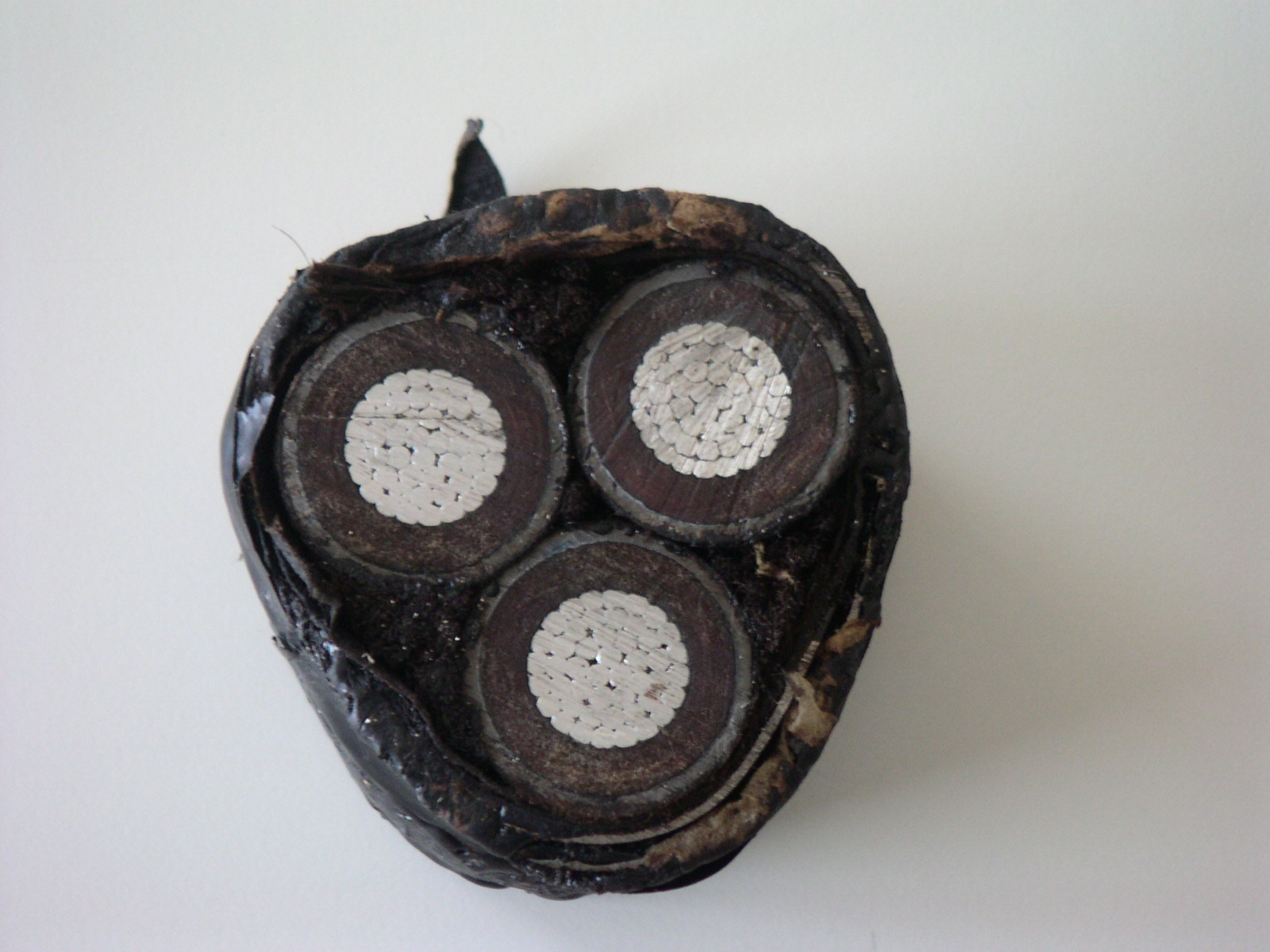
Dreimantel-Kabel für 30 kV für die Erdverlegung

Bei den Enden von Hochspannungskabeln muss besonderes Augenmerk auf den Feldstärkeverlauf am und im Isolationsmaterial gelegt werden. Dort, wo die äußere Schirmung endet, kommt es zu einer Feldstärkeerhöhung, die über der Durchschlagsfestigkeit der Luft oder gar des Isolationsmaterials liegen kann.
Abhilfe schaffen spezielle Kabelendverschlüsse, wie beispielhaft in der unten stehenden rechten Abbildung dargestellt. Durch deren Geometrie ergeben sich annähernd gleichmäßige Feldstärkeverläufe. Eingesetzt werden diese Elemente an den Kabelenden beispielsweise in Kabelüberführungsstationen zwischen Erdkabeln und Freileitungen oder in Umspannwerken.

Kabelende ohne und mit Feldsteuerung
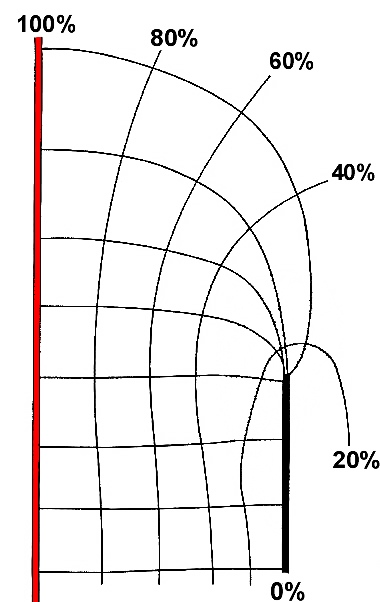
Kritischer Feldstärkeverlauf am Ende des Schirmes (schwarze Linie), rot der Innenleiter
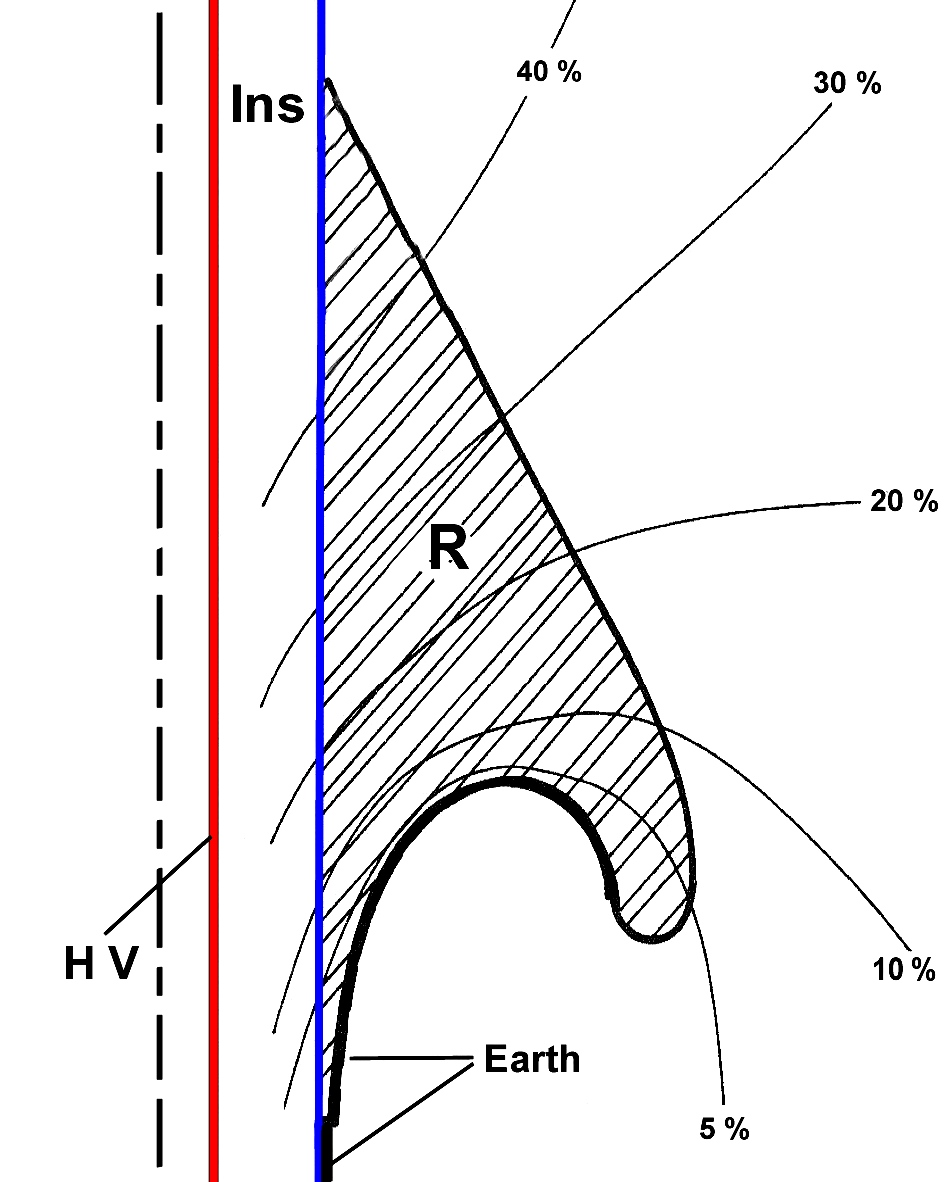
Optimierter Feldstärkeverlauf am Kabelende durch Kabelendhülse (R = Gummi; rot = Innenleiter, schwarze Linie = trompetenartig verlängerte Schirmung)